# Suptay (sockenhuvudort i Kina, Xinjiang Uygur Zizhiqu, lat 43,94, long 82,13)
Suptay (kinesiska: 苏布台, 苏布台乡) är en sockenhuvudort i Kina. Den ligger i den autonoma regionen Xinjiang, i den nordvästra delen av landet, omkring 440 kilometer väster om regionhuvudstaden Ürümqi. Antalet invånare är 6 910. Befolkningen består av 3 269 kvinnor och 3 641 män. Barn under 15 år utgör 25,0 %, vuxna 15-64 år 69 %, och äldre över 65 år 4,0 %.
Runt Suptay är det ganska tätbefolkat, med 86 invånare per kvadratkilometer. Trakten runt Suptay består i huvudsak av gräsmarker.
Genomsnittlig årsnederbörd är 373 millimeter. Den regnigaste månaden är juni, med i genomsnitt 49 mm nederbörd, och den torraste är mars, med 9 mm nederbörd.